# Ad ten Bosch
Adriaan Pieter (Ad) ten Bosch (Zutphen, 5 maart 1951) is een Nederlandse uitgever, boekhandelaar en schrijver. Hij was gedurende enkele jaren, vanaf 1989, eigenaar van uitgeverij Athenaeum - Polak & Van Gennep en eigenaar van de Zutphense boekhandel Van Someren & Ten Bosch, welke laatste hij van zijn vader heeft overgenomen na diens overlijden. Hij was eerst nog naar Vancouver gevlucht en werd daar administrateur bij een uitgeverij en vervolgens werd hij truckchauffeur. Later ging hij toch in de boekhandel van zijn vader werken.
Ad ten Bosch werd goed bevriend met dichteres Ida Gerhardt na een wat merkwaardige eerste ontmoeting op 22 maart 1979. Hij was met Ben Hosman haar mede-erfgenaam en beheerder van haar nalatenschap. Hij heeft, naast zijn in de loop der jaren gepubliceerde romans, over deze vriendschap met Gerhardt in 1999 een boek het licht doen zien. 
Diverse beroemdheden waren te gast voor promotie van een boek of andere reclame in zijn winkel in de historische binnenstad van Zutphen: Onder meer Mart Smeets, Jeroen Brouwers, Harry Mulisch, Adriaan van Dis, Matthijs van Nieuwkerk, Gerrit Komrij, A.L. Snijders, Jolande Withuis, Annegreet van Bergen, Jos Brink, Hans van Willigenburg, Hester Macrander, Joop Holthausen, Jan Wolkers, Betsy Udink, Maïté Duval, Jasperina de Jong, Reinildis van Ditzhuyzen en in 2021 Harm Edens.